# Max Schefold
Max Schefold (* 1. Oktober 1896 in Ulm; † 1. Januar 1997 in Stuttgart) war ein deutscher Kunsthistoriker.

## Leben
Max Schefold, Sohn eines Offiziers, studierte nach der Teilnahme am Ersten Weltkrieg in München und Erlangen Kunstgeschichte. 1924 wurde er in Erlangen mit einer Arbeit über gotische Andachtsbilder promoviert. Er arbeitete danach am Ulmer Museum und anschließend am Württembergischen Landesgewerbemuseum in Stuttgart. Seit 1930 war er Mitarbeiter der Staatsgalerie Stuttgart, zuletzt als Hauptkonservator bis zu seiner Pensionierung am 1. September 1962.
Sein Lebenswerk galt der Geschichte der topographischen Ansichten insbesondere Süddeutschlands. Bis heute wichtige Nachschlagewerke sind seine Verzeichnisse der Ortsansichten Württembergs und Badens.
1975 erhielt Schefold den Schillerpreis der Stadt Marbach am Neckar und den Ehrentitel Professor durch das Land Baden-Württemberg.

## Veröffentlichungen (Auswahl)
- Andachtsbilder gotischer Plastik im unteren Regnitzgau zwischen Nürnberg und Bamberg. Dissertation Erlangen 1924.
- Alte Ansichten aus Württemberg. Kohlhammer, Stuttgart
  - [Tafelteil]. 1956
  - Katalogteil. 1957
  - Nachtragsband zum Katalog. 1974, ISBN 3-17-001798-5.
- Die Bodenseelandschaft. Alte Ansichten und Schilderungen. Thorbecke, Sigmaringen 1961, 3. Aufl. 1986, ISBN 3-7795-2021-X.
- Alte Ansichten aus Baden. Tafel- und Katalogband. Konrad, Weissenhorn 1971.
- Bibliographie der Vedute. Gebr. Mann, Berlin 1976, ISBN 3-7861-4107-X.